# Socialismo de cátedra
Designação irônica dada ao socialismo propagado por estudiosos acadêmicos no século XIX na Alemanha, tendo como influenciador Adolph Wagner. O socialismo de cátedra defendia a ideia da associação pacífica do capitalismo e socialismo através de reformas aplicadas pelo Estado burguês.
Era defendido que o Estado burguês estava acima das classes e que era capaz de fazer classes antagônicas entrarem em acordo e assim introduzir o socialismo pacificamente, sem que fosse afetados os interesses dos capitalistas e respeitando as reivindicações do proletariado.
A nomeação faz referência às cátedras universitárias. Sendo assim, seria o "socialismo propagado do alto das cátedras universitárias"